# Hylarana attigua
Hylarana attigua är en groddjursart som först beskrevs av Inger, Orlov och Ilya Sergeevich Darevsky 1999.  Hylarana attigua ingår i släktet Hylarana och familjen egentliga grodor. IUCN kategoriserar arten globalt som sårbar. Inga underarter finns listade i Catalogue of Life.